# Уго Хосе Гарсія Ернандес
У́го Хосе́ Гарсі́я Ерна́ндес (ісп. Hugo José García Hernández) (1 квітня 1941) — венесуельський дипломат. Надзвичайний і Повноважний Посол Венесуели в РФ (2008—2013) та в Україні (2010—2013) за сумісництвом.

## Життєпис
Пройшов навчальний курс офіцерів у Військовій академії Венесуели (1957—1961), Бакалавр військових мистецтв і наук у Військовій академії Венесуели. Курси в Школі бронетанкових військ Венесуели. Курси штабного коледжу в армії. Курс в Інституті вищих досліджень національної оборони. Магістр військових мистецтв і наук середньої школи армії.
Військову службу проходив на посадах командира до рівня батальйону, Інструктором бронетанкової школи, Начальником бронетанкової бригади, Керівником академічного відділення школи армії, Директором армійської школи, .
У 2008—2013 рр. — Надзвичайний і Повноважний Посол Венесуели в РФ. 27 лютого 2009 року — вручив вірчі грамоти президенту РФ Дмитру Медведєву.
У 2010—2013 рр. — Надзвичайний і Повноважний Посол Венесуели в Україні. 29 листопада 2010 року — вручив вірчі грамоти Президенту України Віктору Януковичу.